# 薬師町 (瀬戸市)
薬師町（やくしまち）は、愛知県瀬戸市深川連区の町名。丁番を持たない単独町名である。

## 地理
- 瀬戸市の中央部に位置する[8]。南から西を末広町、北を深川町・新道町、東を杉塚町・前田町・陶生町と隣接している[8]。
- 住宅と小売商店が混在している[8]。かつて西部に大型衣料品スーパーがあった[8]が、2024年現在、体験型複合施設となっている。

### 河川
- 瀬戸川[8] ： 町の北端、新道町・深川町との町境を西流している。

- 瀬戸川（薬師町・新道町境）

### 学区
市立小・中学校に通う場合、学区は以下の通りとなる。また、公立高等学校普通科に通う場合の学区は以下の通りとなる。
| 番・番地等 | 小学校                 | 中学校                 | 高等学校 |
| ---------- | ---------------------- | ---------------------- | -------- |
| 全域       | 瀬戸市立にじの丘小学校 | 瀬戸市立にじの丘中学校 | 尾張学区 |

## 歴史

### 町名の由来
江戸時代末期ごろまで、現在の薬師町10番地付近に御薬師様をまつったお堂があったところから、薬師町と呼ばれるようになったといわれる。

### 沿革
- 1942年（昭和17年）1月9日 - 瀬戸市大字瀬戸字前田・薬師の各一部により、同市薬師町として成立[2]。

## 世帯数と人口
2025年（令和7年）2月1日現在の世帯数と人口は以下の通りである。
| 町丁   | 世帯数 | 人口  |
| ------ | ------ | ----- |
| 薬師町 | 73世帯 | 123人 |

### 人口の変遷
国勢調査による人口の推移
| 1995年（平成7年）  | 198人 | [ 12 ] |  |
| 2000年（平成12年） | 175人 | [ 13 ] |  |
| 2005年（平成17年） | 147人 | [ 14 ] |  |
| 2010年（平成22年） | 156人 | [ 15 ] |  |
| 2015年（平成27年） | 138人 | [ 16 ] |  |
| 2020年（令和2年）  | 118人 | [ 17 ] |  |

### 世帯数の変遷
国勢調査による世帯数の推移。
| 1995年（平成7年）  | 74世帯 | [ 12 ] |  |
| 2000年（平成12年） | 72世帯 | [ 13 ] |  |
| 2005年（平成17年） | 63世帯 | [ 14 ] |  |
| 2010年（平成22年） | 69世帯 | [ 15 ] |  |
| 2015年（平成27年） | 67世帯 | [ 16 ] |  |
| 2020年（令和2年）  | 62世帯 | [ 17 ] |  |

## 交通

### 鉄道
町内に鉄道は走っていない。最寄り駅は名鉄瀬戸線尾張瀬戸駅になる。

### バス
名鉄バス「しなの線（瀬戸北線）」
- 【1】【1H】【2】【2H】【3】【4】新瀬戸駅 - 瀬戸駅前 - 古瀬戸 - しなのバスセンター - 上品野 系統

名鉄バス「本地ヶ原線」
- 【10】瀬戸駅前 - 古瀬戸 - 赤津 系統

以上、2路線7系統共通 ： 瀬戸宮前バス停（瀬戸駅前方面乗り場）
- 瀬戸宮前バス停

### 道路
- 国道248号・国道363号（重複区間） ： 町の北部を東西に通っている[注釈 2]。

- 国道248・363号標識（薬師町内）

## 施設
- 招き猫ミュージアム ： 日本最大のコレクションを誇る本格的な招き猫専門のミュージアム。大正時代の洋風建築をイメージさせるモダンな館内の細部にまで施された猫の意匠を探すのも楽しい博物館[18]。
- おもだか屋 ： 大正時代の商家を改築した風情たっぷりのギャラリーショップ。「花鳥風月、福いろいろ」をテーマに、薬師窯のやきものを販売[19]。
- ラーメン専門店まるし ： 瀬戸で５０年ほど前に創業した、地元で愛され続ける中華そば店[20]。
- the roof ： 末広町商店街近くの隠れ家古民家カフェ[21]。2Fの和室はレンタルスペースになっている[21]。
- STUDIO 894 ： 「体験」「鑑賞」「憩い」のひとときを提供する空間[22]。2023年（令和5年）9月7日にオープン[23]。株式会社中外陶園が運営[23]。

- 招き猫ミュージアム
- おもだか屋
- ラーメン専門店まるし
- the roof
- STUDIO 894

## その他

### 日本郵便
- 郵便番号 : 489-0821[6]（集配局：瀬戸郵便局[24]）。